# Lachenalia mediana
Lachenalia mediana är en sparrisväxtart som beskrevs av Nikolaus Joseph von Jacquin. Lachenalia mediana ingår i släktet Lachenalia och familjen sparrisväxter.

## Underarter
Arten delas in i följande underarter:
- L. m. mediana
- L. m. rogersii